# Mount Astor
Mount Astor är ett berg i Antarktis. Det ligger i den centrala delen av kontinenten. Nya Zeeland gör anspråk på området. Toppen på Mount Astor är 3 710 meter över havet.
Terrängen runt Mount Astor är huvudsakligen mycket bergig. Mount Astor är den högsta punkten i trakten. Trakten är obefolkad. Det finns inga samhällen i närheten. 